# Veine ophtalmique supérieure
La veine ophtalmique supérieure (ou veine ophtalmique principale) débute à l'angle interne de l'orbite avec une veine nommée nasofrontale qui communique antérieurement avec la veine angulaire ; elle ne suit pas le même parcours que l'artère ophtalmique (qui, au contraire, passe par le canal optique) et reçoit des affluents correspondant aux branches de ce vaisseau.
Formant un seul tronc court, elle passe entre les deux têtes du muscle droit latéral de l’œil et à travers la partie médiale de la fissure orbitale supérieure, et se termine dans le sinus caverneux.
Les veines ethmoïdales se drainent dans la veine ophtalmique supérieure.
Les veines vorticineuses se drainent également dans la veine ophtalmique supérieure.

## Pertinence clinique
L'angle médial de l'œil, du nez et des lèvres s'écoule généralement à travers la veine faciale, via la veine ophtalmique à travers le sinus caverneux. En conséquence, une infection du visage peut se propager au sinus caverneux et au plexus veineux ptérygoïdien. Cela peut entraîner des dommages aux nerfs qui traversent le sinus caverneux.